# لارکوود (آیووا)
لارکوود (به انگلیسی: Larchwood) شهری در ایالت آیووا کشور ایالات متحده آمریکا است که جمعیت آن در سرشماری سال ۲۰۱۰ میلادی، ۸۶۶ نفر بوده‌است.